# Gáll Endre
Gáll Endre (Nagykőrös, 1868. július 16. – Budapest, 1935. december 10.) magyar jogász, aki 1934. október 1. és 1935. június 14. között Magyarország koronaügyésze volt.

## Életpályája
Református családban született; Gáll Endre (1834–1909) helyettes jegyző és levéltáros, valamint Ács Judit fiaként, 1868. augusztus 1-jén keresztelték. Édesapja a kecskeméti királyi bíróság első elnöke volt. Középiskolai tanulmányait Bécsújhelyen és a kecskeméti piarista gimnáziumban végezte. Jogi diplomáját a budapesti egyetemen és a heidelbergi egyetemen szerezte meg. 1891-ben állami szolgálatba lépett. 1894-ben albíró volt Jászberényben. 1896-ban Debrecenben alügyész volt. 1898-ban ügyész lett és Budapestre költözött. 1904-ben letette az ügyvédi vizsgát. 1905-ben nevezték ki Pest megye koronaügyészségébe.
1907–1908 között ügyészként tevékenykedett a hírhedt Dános-gyilkosságok tárgyalásán. Később ezt a szerepet "élete legnagyobb bűnügyi nyomozásának" nevezte. 1915-ben kinevezték a Pest megyei koronaügyészség elnökévé. 1934. október 1-jén Lázár Andor igazságügyi miniszter koronaügyésszé nevezte ki. Azonban hamar megbetegedett, és 1935. június 14-én nyugdíjba ment. 1935. december 10-én halt meg.
Házastársa Lánczy Etel Matild (1878–1968) volt, Lánczy József és Puky Matild lánya, akit 1900. december 8-án Budapesten, a Józsefvárosban vett nőül.
Temetése a Kerepesi temetőben volt a 48/3-as parcellában. 1972-ben sírját áthelyezték a Farkasréti temetőbe (Felső temető, Hv15.= Hóvirág utcai temetőrész 15. parcellájában /115./ parcella, 8-34).

## Fordítás
- Ez a szócikk részben vagy egészben  az   Endre Gáll című angol Wikipédia-szócikk ezen változatának fordításán alapul.  Az eredeti cikk szerkesztőit annak laptörténete sorolja fel. Ez a jelzés csupán a megfogalmazás eredetét és a szerzői jogokat jelzi, nem szolgál a cikkben szereplő információk forrásmegjelöléseként.